# Radio Monte Carlo
A RMC (anteriormente Radio Monte Carlo e depois RMC Info) é uma rádio franco-monegasca que visa atingir um público bastante popular. As a(c)tualidades e as informações esportivas dominam a grade de programação, deixando um grande espaço para a interatividade com os ouvintes.

## Controle acionário
Desde 2000, o grupo Nextradio detém 83,33% do capital da RMC, com uma participação minoritária de 16,67% do Principado de Mônaco.